# Hodebertia testalis
Hodebertia testalis is een vlinder uit de familie van de grasmotten (Crambidae), uit de onderfamilie van de Spilomelinae. De wetenschappelijke naam van deze soort is voor het eerst voorgesteld als Phalaena testalis door Johan Christian Fabricius in een publicatie uit 1794.

## Verspreiding
De soort komt voor in Zuid-Europa, Afrika, (sub-)tropisch Azië, Australië en Cuba.

## Waardplanten
In Europa is waargenomen dat de rupsen tussen samengesponnen jonge bladeren leven. Ze leven  op de volgende soorten.
- Malvaceae
  - Hibiscus sp.
- Apocynaceae
  - Gomphocarpus sp.
  - Asclepias curassavica
  - Cynanchum acutum
  - Caralluma europaea[1]
  - Caralluma marocana
  - Calotropis procera
  - Calotropis gigantea
  - Leptadenia madagascariensis
  - Pergularia cordata
  - Pergularia daemia
  - Pergularia extensa
  - Stapelia decora